# Kure
Kure (呉市, Kure-shi) est une ville située dans la préfecture d'Hiroshima, au Japon. Elle abrite une grande base navale.

## Géographie

### Situation

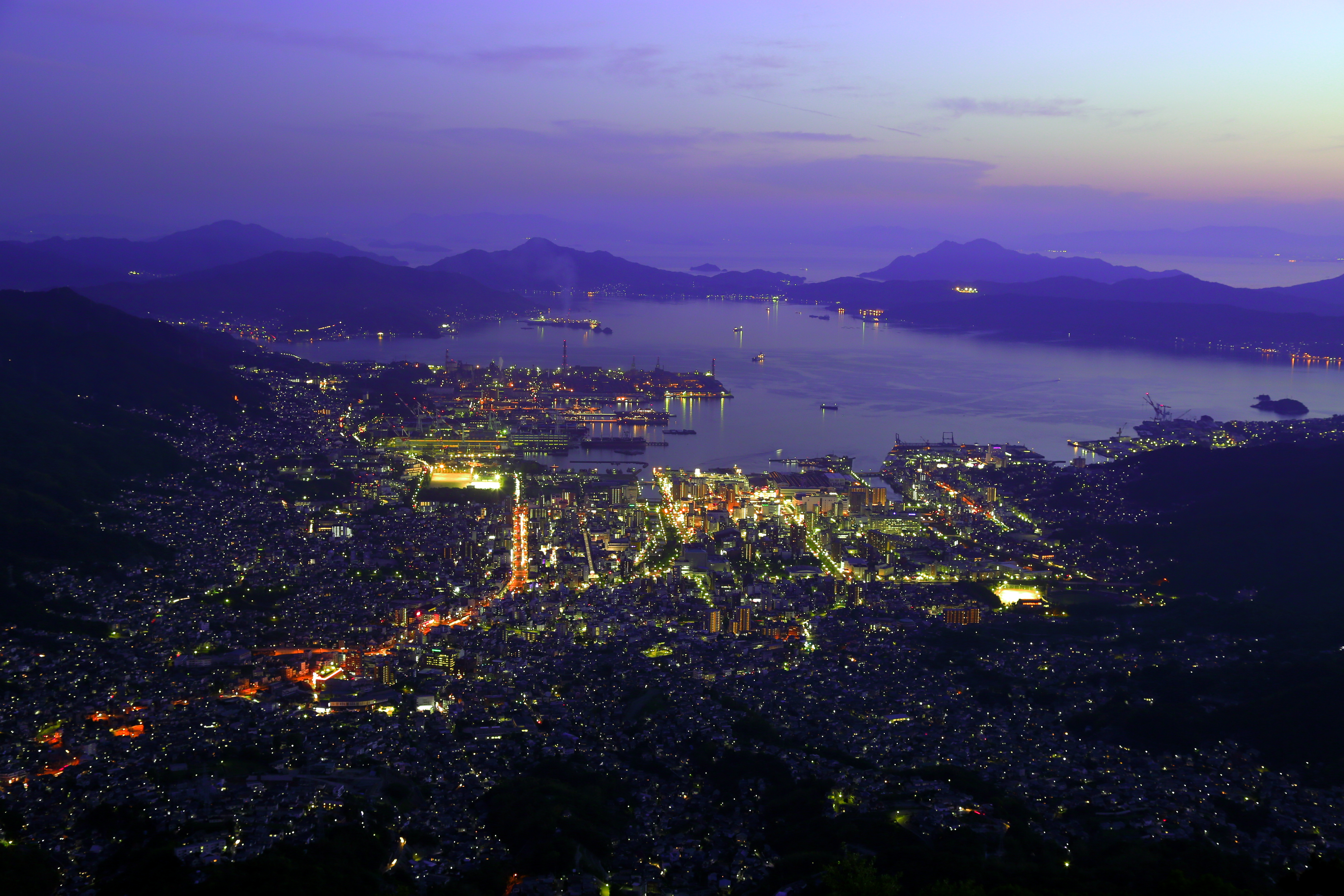
Vue nocturne de Kure.

Kure est située au sud-ouest de la préfecture d'Hiroshima, au bord de la mer intérieure de Seto.

### Municipalités limitrophes
| Hiroshima, Saka        | Kumano, Higashihiroshima | Higashihiroshima       |
| Etajima                | Kure                     | Ōsakikamijima          |
| mer intérieure de Seto | mer intérieure de Seto   | mer intérieure de Seto |

### Démographie
Au 1er avril 2018, la population de Kure était de 223 685 habitants, répartis sur une superficie de 352,80 km2.

### Climat
Kure a un climat subtropical humide avec des étés chauds et des hivers frais. Les précipitations sont importantes tout au long de l'année et sont plus fortes en été.

## Histoire

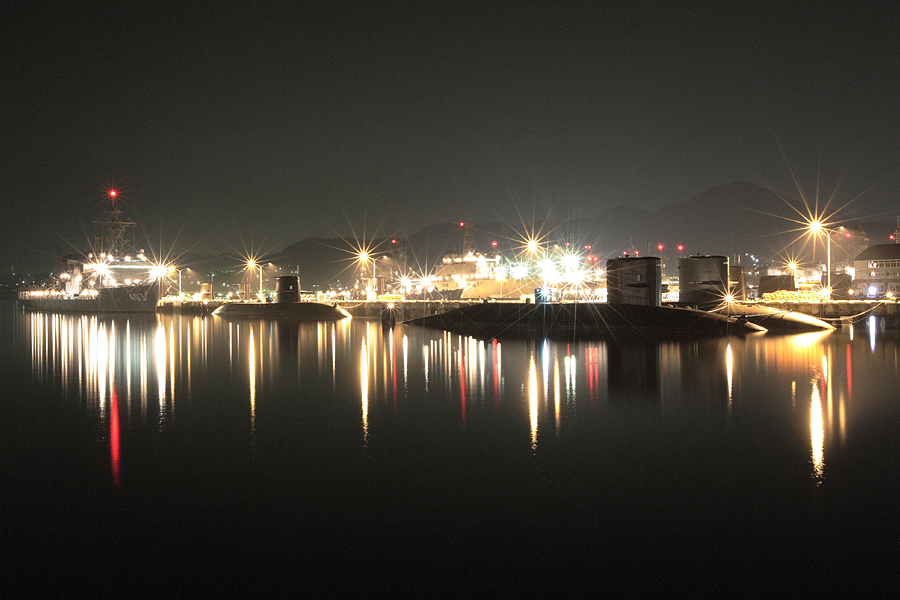
Base navale de Kure.

Le district naval de Kure est créé en 1889. C'est Louis-Émile Bertin (1840-1924), ingénieur du Génie maritime français et spécialiste naval, conseiller particulier de l'empereur Meiji de 1886 à 1890, qui choisit l'emplacement. Il fait construire le grand arsenal de Hiroshima Kure dans la mer intérieure, arsenal d'artillerie, outillé pour permettre la construction des plus grands navires.
La ville de Kure est officiellement fondée le 1er octobre 1902.
Peu avant le départ d'un train spécial transportant les recrues de la base navale de Kure, un mouvement de foule fait 77 morts à la gare de Kyoto en janvier 1934, parmi les personnes accompagnant les militaires.
Pendant la guerre du Pacifique, Kure est la plus grande base navale de la Marine impériale japonaise. Elle est notamment le port d'attache du Yamato, le plus grand cuirassé jamais construit. Du 24 au 28 juillet 1945, la ville subit des bombardements de la part des forces aériennes et maritimes des États-Unis et du Royaume-Uni.
Kure sert durant l'occupation du Japon de quartier-général pour la Force d'occupation du Commonwealth britannique.
En 2000, Kure obtient le statut de ville spéciale.

## Culture locale et patrimoine

### Musées
- Musée Yamato,
- Musée de la Force maritime d'autodéfense japonaise.

### Gastronomie
Kure se dispute avec Maizuru la paternité du nikujaga, plat inventé à l'initiative de Heihachirō Tōgō.

## Transports
La ville est desservie par la ligne Kure de la JR West. La gare de Kure est la principale gare de la ville.

## Jumelage
Kure est jumelée avec :
- Bremerton (États-Unis)
- Marbella (Espagne)
- Jinhae (Corée du Sud)
- Keelung (Taïwan)

## Personnalités liées à la ville
- Yuriko Hanabusa (1900-1970), actrice
- Hideyo Arisaka (1908-1952), linguiste
- Mizufune Rokushu (1912-1980), peintre
- Yoshito Matsushige (1913-2005), journaliste
- Saburō Kuroda (1919-1980), poète
- Shigeru Kōyama (1929-2017), acteur
- Akira Sakata (né en 1945), saxophoniste
- Shinji Wada (1950-2011), mangaka
- Fusae Ōta (né en 1951), femme politique
- Shunji Kōno (né en 1964), homme politique
- Hitomi Shimatani (née en 1980), chanteuse
- Kazuko Nose (née en 1939), femme politique
- Ryō Hirakawa (né en 1994), pilote automobile